# Odontolabis kikuchii
Odontolabis kikuchii là một loài bọ cánh cứng trong họ Lucanidae. Loài này được Ikeda mô tả khoa học năm 2001.